# Parafia Miłosierdzia Bożego w Żukowie
Parafia Miłosierdzia Bożego w Żukowie – parafia znajdująca się w archidiecezji gdańskiej w dekanacie Żukowo, erygowana 25 lipca 1999 roku. Kościół parafialny został wybudowany w latach 2006–2008, zaprojektowany przez architekta dr. Wiesława Kupścia z Sopotu.